# Strömfors kyrka
Strömfors kyrka är en luthersk kyrka i stadsdelen Strömfors i Lovisa i Nyland. Kyrkan är byggd 1770–1771. Den planerades av premiärlöjtnanten och riddaren Olof Glansenstjerna och byggmästare var Nils Gimberg. Till formen är kyrkan åttakantig och i sin nuvarande form representerar den nygotisk arkitektur. Det är Finlands första centralkyrka.

## Historia
Strömfors uppstod av de delar av socknen Pyttis som blev kvar under den svenska kronan efter freden i Åbo 1743. På finska märks detta i ortens namn "Ruotsinpyhtää" (=Sveriges Pyttis). Det svenska namnet – efter Strömfors bruk – antogs 1817.
Det uppbars två rikskollekter för att starta kyrkbygget. Kyrkan byggdes i den största byn i anslutning till Strömfors bruk. 
Det var sed att prästgården och brukspatronens husfolk satt i de främsta bänkarna. Sedan bakom dem satt smeder, de som sköter kolmilorna och andra respekterade arbetstagare. De andra arbetarna satt längst bak eller på läktaren. Denna ordning levde kvar ännu på 1900-talet.

## Exteriör och interiör
Till en början var kyrkan mörk som tjära men fick nytt utseende 1898. Kyrkan målades vit, fick nya fönster och en ny altartavla, "Uppståndelsen" av den unga konstnären Helene Schjerfbeck, den enda altartavla hon någonsin målade. Det finns ännu två äldre altartavlor i kyrkan, båda av okända konstnärer. Båda tavlorna restaurerades 2003. 
Orgeln har 16 stämmor och är byggd av Kangasala orgelfabrik år 1966. Den nuvarande orgeln är den tredje. Den första donerades av Virginia af Forselles år 1847.

## Hjältegravarna
Bredvid kyrkan finns hjältegravar från vinter- och fortsättningskriget. Minnesmärket vid hjältegravarna avtäcktes 1955 och är planerat av skulptör Ilmari Wirkkala.